# Arystarch (Peristeris)
Arystarch, imię świeckie Antonios Peristeris (ur. 22 sierpnia 1948 na Krecie) – grecki duchowny prawosławny w jurysdykcji Patriarchatu Jerozolimy, od 2000 arcybiskup Konstantyny.

## Życiorys
Od 1966 r. pełnił posługę mnicha. Święcenia diakonatu przyjął w 1969 r., a prezbiteratu rok później. W 1973 r. otrzymał godność archimandryty. 19 października 1998 r. otrzymał chirotonię biskupią.